# Greenacres (Washington)
Pour les articles homonymes, voir Greenacres.
Greenacres est une ville du comté de Spokane dans l'état de Washington aux États-Unis.
Sa population était de 5 158 habitants en 2000.